# سارة سنو
سارة سنو (بالإنجليزية: Sarah Ellen Oliver Snow)‏ هي عاملة إجتماعية نيوزيلندية، ولدت في 1864، وتوفيت في 1939.